# 룸비니주

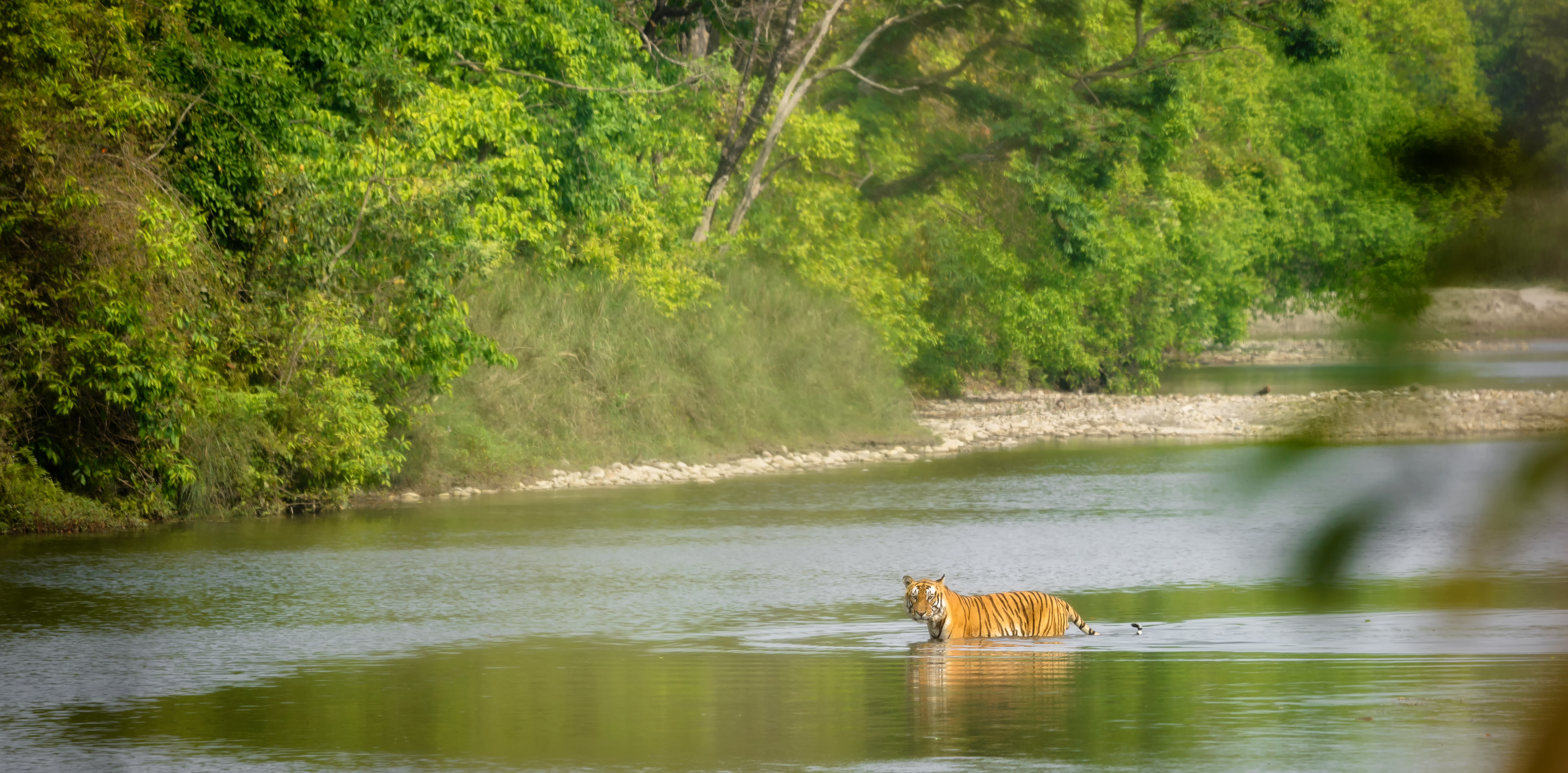

룸비니주(Lumbini Province, लुम्बिनी प्रदेश)는 2015년 9월 20일 공표된 네팔 헌법에 의해 설립된 7개의 연방주 가운데 하나이다. 이 주의 총 면적은 22,288km2으로, 국가 총 면적 중 약 15.1%를 차지한다. 2020년 10월 6일, 제5주(Province No. 5)라는 이름이 룸비니주로 변경되었다.

## 같이 보기
- 네팔의 주